# Tipula (Vestiplex) alyxis
Tipula (Vestiplex) alyxis is een tweevleugelige uit de familie langpootmuggen (Tipulidae). De soort komt voor in het Palearctisch gebied.